# Saoirse Ronan
Saoirse Una Ronan (pronunție engleză: /sɜrʃə ˈunə ˈroʊnən/; n. 12 aprilie 1994, New York City, New York, SUA; The Bronx, New York, Statele Unite) este o actriță irlandeză. Ea a devenit cunoscută la nivel internațional în 2007, după ce a jucat în filmul Remușcare cu James McAvoy și Keira Knightley, astfel devenind una dintre cele mai tinere actrițe care a primit nominalizări pentru premiile Oscar, BAFTA și Globul de Aur.
Ronan și-a început cariera actoricească în comedia romantică I Could Never Be Your Woman (2007), apoi City of Ember (2008), Death Defying Acts (2008), drama de război The Way Back (2010) și thriller-ul de acțiune Hanna (2011). Ea a fost distinsă cu Critics Choice Award și un premiu Saturn, de asemenea a primit o a doua nominalizare la premiul BAFTA pentru interpretarea ei din The Lovely Bones (2009), de Peter Jackson.

## Filmografie
| † | Semnificație = filmul nu a fost încă lansat |

| Titlu                                    | An   | Rol                                | Regizor(i)                   | Note                    |
| ---------------------------------------- | ---- | ---------------------------------- | ---------------------------- | ----------------------- |
| I Could Never Be Your Woman              | 2007 | Izzie Mensforth                    | Amy Heckerling               |                         |
| The Christmas Miracle of Jonathan Toomey | 2007 | Celia Hardwick                     | Bill Clark                   |                         |
| Atonement                                | 2007 | Briony Tallis (aged 13)            | Joe Wright                   |                         |
| Death Defying Acts                       | 2007 | Benji McGarvie                     | Gillian Armstrong            |                         |
| City of Ember                            | 2008 | Lina Mayfleet                      | Gil Kenan                    |                         |
| The Lovely Bones                         | 2009 | Susie Salmon                       | Peter Jackson                |                         |
| Arrietty                                 | 2010 | Arrietty                           | Hiromasa Yonebayashi         | Voce; dublaj în engleză |
| The Way Back                             | 2010 | Irena Zielińska                    | Peter Weir                   |                         |
| Hanna                                    | 2011 | Hanna Heller                       | Joe Wright                   |                         |
| Violet & Daisy                           | 2011 | Daisy                              | Geoffrey S. Fletcher         |                         |
| Byzantium                                | 2012 | Eleanor Webb                       | Neil Jordan                  |                         |
| The Host                                 | 2013 | Melanie Stryder / Wanderer "Wanda" | Andrew Niccol                |                         |
| How I Live Now                           | 2013 | Daisy                              | Kevin Macdonald              |                         |
| Justin and the Knights of Valour         | 2013 | Talia                              | Manuel Sicilia               | Voce                    |
| The Grand Budapest Hotel                 | 2014 | Agatha                             | Wes Anderson                 |                         |
| Muppets Most Wanted                      | 2014 | Ballet Dancer                      | James Bobin                  | Cameo                   |
| Lost River                               | 2014 | Rat                                | Ryan Gosling                 |                         |
| Stockholm, Pennsylvania                  | 2015 | Leia Dargon                        | Nikole Beckwith              |                         |
| Weepah Way for Now                       | 2015 | Emily / Narrator                   | Stephen Ringer               | Voce                    |
| Brooklyn                                 | 2015 | Éilis Lacey                        | John Crowley                 |                         |
| Loving Vincent                           | 2017 | Marguerite Gachet                  | Dorota Kobiela Hugh Welchman | Voce                    |
| Lady Bird                                | 2017 | Christine "Lady Bird" McPherson    | Greta Gerwig                 |                         |
| On Chesil Beach                          | 2017 | Florence Ponting                   | Dominic Cooke                |                         |
| The Seagull                              | 2018 | Nina Zarechnaya                    | Michael Mayer                |                         |
| Mary Queen of Scots                      | 2018 | Mary, Queen of Scots               | Josie Rourke                 |                         |
| Little Women †                           | 2019 | Josephine "Jo" March               | Greta Gerwig                 | Post-producție          |
| The French Dispatch †                    | TBA  | TBA                                | Wes Anderson                 | Filmări                 |